# Marianne Aulman
Marianne Aulman (ur. 1956 w Amsterdamie) – holenderska malarka, rysowniczka i projektantka biżuterii.
Ukończyła Koninklijke Akademie voor Beeldende Kunstem w Hadze, tworzy obrazy w technice litografii i sitodruku, zajmuje się również projektowaniem biżuterii. Inspiracją twórczości Marianne zawsze były dawne cywilizacje południowej Europy i Egiptu. Od podróży do Indii i Meksyku Aulman rozszerzyła swoje zainteresowania, a co zatem i źródło wzorców. Szczególnie dużo uwagi przywiązuje do klasycznych stylów architektury i sztuki, a także do mijającego czasu, który odciska swoje piętno za budowlach i przedmiotach.
Wiele jej obrazów jest tworzonych przy użyciu farby akrylowej, posługując się motywami śródziemnomorskimi daje się zauważyć częste sięganie po kolor niebieski i jego odcienie. Przedstawiają one starą zabudowę miast, malowidła ścienne, mozaiki, ceramikę oraz ceny z mitologii i legend. Biżuteria stanowi imitację dawnej biżuterii kultur śródziemnomorskich, łączy kruszce, muszle i elementy mozaiki.